# Eurolatin nyelv
Az eurolatin mesterséges nyelv, Willem Jacob Visser műve.

## Az eurolatin betű és hangrendszere
Az eurolatin ábécé 26 betűből áll:
A magyartól eltérő betűk a következők:
- a – rövid á, mint a magyar palócok kiejtésében
- c – e, i előtt magyar c, máskor magyar k
- ch – magyar cs
- g – e, i előtt magyar zs, máskor magyar g
- j – magyar zs
- li – magánhangzók előtt lágy l, mint például a spanyol ll, olasz gl, máskor magyar li
- ni – magánhangzó előtt magyar ny, máskor magyar ni
- qu – magyar k és egy félhangzós u kapcsolata
- s – magyar sz
- sh – magyar s
- w – félhangzós u, megegyezik az angol w ejtésével
- y – magyar j

Hangsúly: a magánhangzóra végződő szavak az utolsó előtti szótagon, a többi szó az utolsó szótagon hangsúlyos. Az ettől eltérő hangsúlyt ékezet jelöli.

## Szóképzés
Valamennyi nemzetközi képzőt magáénak tekint.

## Nyelvtan
A névelő: határozott: le, les; határozatlan: un.
A főnevek bármire végződhetnek. Többes számuk -s. Ragozásuk elöljárókkal történik (del, al).
A melléknév: fokozás: plus/max – min, maxim – minim
A határozószó: -ment(e)
Névmások:
- Személyes névmás, alanyeset: yo, tu/vo, il/el/lo; nos, vos, iles
- Személyes névmás, tárgyeset: me, te/ve, le/la/lo; nos, vos, les
- Birtokos névmás: mie, tue/vostre, sue; nostre, vostre, lore

Számnév: une, due, trie, quantre, cinque, sexe, septe, octe, nove, dece; cente, mile; dece-une, dece-due, …; duente, triente, …
Ige: többes számban + -s ragot kap
- Főnévi igenév: -are, -ere, -ire
- Jelen idő: -a, -e, -i
- Múlt idő: -at, -et, -it
- Jövő idő: -ara, -era, -ira
- Feltételes mód: -area, -erea, -irea
- Jelen idejű melléknévi igenév: -ant(e), -ent(e), -int(e)
- Múlt idejű melléknévi igenév: -at(e), -et(e), -it(e)
- Segédigék: eser – es; haver – ha

## Forrás
- Dr. Szerdahelyi István: Bábeltől a világnyelvig. (magyarul) Budapest: Gondolat. 1977.  ISBN 963 280 180 6 Hozzáférés: 2021. augusztus 7.